# Sergio Bertoni
Sergio Bertoni (Pisa, 23 settembre 1915 – La Spezia, 15 febbraio 1995) è stato un calciatore e allenatore di calcio italiano, di ruolo attaccante, fu Campione del Mondo con la Nazionale Italiana nel 1938.

## Carriera

### Club
Fratello di Elio, Sergio nacque nel quartiere di Porta Nuova a Pisa, e la sua carriera calcistica iniziò proprio nella squadra della sua città, il Pisa, nella quale giocò per tre stagioni, dal 1935 al 1938. Con questa squadra ottenne la convocazione per la Nazionale olimpica, schierata alle Olimpiadi di Berlino e per il Campionato mondiale del 1938. Dopo la vittoria in Francia, si trasferì al Genova 1893, per il quale ha continuato a giocare fino al 1946.
Bertoni era nella rosa della squadra rossoblù che partecipò alla Coppa Città di Genova che nei primi mesi del 1945 sostituì il normale campionato a causa degli eventi bellici che sconvolgevano l'Europa in quel periodo. La competizione fu vinta dai rossoblù che sorpassarono all'ultima giornata i rivali del Liguria; a Bertoni ed a ciascun vincitore della competizione furono date in premio 20.000 lire dal futuro presidente rossoblù Antonio Lorenzo.
Terminata l'esperienza in rossoblù giocò un anno con il Brescia e due con il Modena in Serie A, chiudendo la carriera con lo Spezia in Serie B nel 1950.
Con Alfredo Foni, Pietro Rava e Ugo Locatelli, è uno dei quattro giocatori italiani di calcio che hanno vinto sia il Campionato mondiale che la medaglia d'oro alle Olimpiadi.

### Allenatore
Dopo la seconda guerra mondiale ha allenato lo Spezia nelle stagioni 1950-1951, 1955-1956, 1956-1957 e 1960-1961.

## Statistiche

### Cronologia presenze e reti in nazionale
| Cronologia completa delle presenze e delle reti in nazionale ― Italia | Cronologia completa delle presenze e delle reti in nazionale ― Italia | Cronologia completa delle presenze e delle reti in nazionale ― Italia | Cronologia completa delle presenze e delle reti in nazionale ― Italia | Cronologia completa delle presenze e delle reti in nazionale ― Italia | Cronologia completa delle presenze e delle reti in nazionale ― Italia | Cronologia completa delle presenze e delle reti in nazionale ― Italia | Cronologia completa delle presenze e delle reti in nazionale ― Italia |
| Data                                                                  | Città                                                                 | In casa                                                               | Risultato                                                             | Ospiti                                                                | Competizione                                                          | Reti                                                                  | Note                                                                  |
| --------------------------------------------------------------------- | --------------------------------------------------------------------- | --------------------------------------------------------------------- | --------------------------------------------------------------------- | --------------------------------------------------------------------- | --------------------------------------------------------------------- | --------------------------------------------------------------------- | --------------------------------------------------------------------- |
| 7-8-1936                                                              | Berlino                                                               | Italia                                                                | 8 – 0                                                                 | Giappone                                                              | Olimpiadi 1936 - Quarti di finale                                     | -                                                                     |                                                                       |
| 10-8-1936                                                             | Berlino                                                               | Norvegia                                                              | 1 – 2                                                                 | Italia                                                                | Olimpiadi 1936 - Semifinale                                           | -                                                                     |                                                                       |
| 15-8-1936                                                             | Berlino                                                               | Italia                                                                | 2 – 1                                                                 | Austria                                                               | Olimpiadi 1936 - Finale                                               | -                                                                     |                                                                       |
| 14-4-1940                                                             | Roma                                                                  | Italia                                                                | 2 – 1                                                                 | Romania                                                               | Amichevole                                                            | -                                                                     |                                                                       |
| 5-5-1940                                                              | Milano                                                                | Italia                                                                | 3 – 2                                                                 | Germania                                                              | Amichevole                                                            | 1                                                                     |                                                                       |
| 1-12-1940                                                             | Genova                                                                | Italia                                                                | 1 – 1                                                                 | Ungheria                                                              | Amichevole                                                            | -                                                                     |                                                                       |
| Totale                                                                |                                                                       | Presenze                                                              | 6                                                                     |                                                                       | Reti                                                                  | 1                                                                     |                                                                       |

## Palmarès

### Giocatore

#### Club
- Coppa Città di Genova: 1

Genoa: 1945

#### Nazionale
- Oro olimpico: 1

Berlino 1936
- Campionato mondiale: 1

Francia 1938